# Слитножаберникообразные
Слитножаберникообра́зные, или ложноугреобра́зные (лат. Synbranchiformes), — отряд лучепёрых рыб. В него включают три семейства и около 109 видов в 12 родах. Все они за исключением трёх видов, обитающих в солоноватой воде — пресноводные виды, живущие в тропиках и субтропиках Африки, Азии, Австралии, а также Центральной и Южной Америки.

## Физиология
Величина слитножаберниковых варьирует от 3,1 до 150 см. Телосложение вытянутое как у угрей, однако внутреннее строение показывает, что на самом деле их связывает родство с отрядом окунеобразных. Жаберные отверстия редуцированы и представляют собой узкую щель. Дыхание происходит прежде всего через особые устройства глотки и кишечника.

## Классификация
В отряд включают 2 подотряда и 3 семейства:
- Подотряд Synbranchoidei — Слитножаберниковидные
  - Семейство Synbranchidae Bonaparte, 1835 — Слитножаберниковые, или ложноугрёвые
- Подотряд Mastacembeloidei — Хоботнорыловидные
  - Семейство Mastacembelidae Swainson, 1839 — Хоботнорыловые
  - Семейство Chaudhuriidae — Чаудхуриевые